# Nikolaï Kouznetsov (peintre)
Pour les articles homonymes, voir Nikolaï Kouznetsov et Kouznetsov.
 (novembre 2022).
Si vous disposez d'ouvrages ou d'articles de référence ou si vous connaissez des sites web de qualité traitant du thème abordé ici, merci de compléter l'article en donnant les références utiles à sa vérifiabilité et en les liant à la section « Notes et références ».
Nikolaï Dmitrievitch Kouznetsov (en russe : Николай Дмитриевич Кузнецов), né en 1850 et mort en 1929, est un peintre et portraitiste russe.

## Biographie
Fils d'un propriétaire terrien du gouvernement de Kherson, Kouznetsov fait d'abord partie du mouvement des peintres ambulants. Il entre à l'Académie impériale des beaux-arts, où il reçoit trois médailles d'argent à la fin de ses études.
Il commence à exposer en 1881 chez les Ambulants. Il est nommé professeur de l'atelier de peinture de batailles en 1897, charge qu'il exerce pendant deux ans. Il se rend souvent en voyage à l'étranger (surtout en France, où il retrouve son ami Ivan Pokhitonov, en Allemagne, en Autriche), où il expose ainsi que dans le sud de la Russie, où une galerie expose ses toiles en permanence.
Le portrait qu'il fit de Tchaïkovski en 1893 se trouve à la galerie Tretiakov de Moscou.

## Œuvres
- Jour de fête, 1879

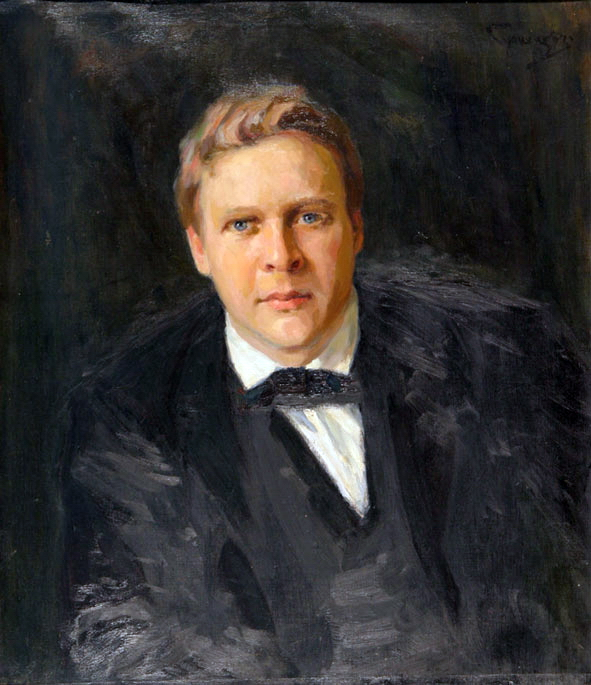
Fédor Chaliapine par Kouznetsov au Musée d'Art d'Odessa.

- Portrait de Maria Kouznetsova-Massenet, sa fille
- Portrait d'Ivan Pokhitonov, 1882
- Retour des champs, 1883
- Portrait de Lelia Roukavitchnikova, 1887
- Après le dîner, 1888
- Portrait de Victor Mikhaïlovitch Vasnetsov
- Portait de Piotr Tchaïkovsky, 1893
- Portrait d'Isaac Pavlovsky, 1897

L'un de ses tableaux, Jour de fête, illustre la couverture du catalogue de l'exposition « L'Art russe dans la seconde moitié du XIXe siècle » qui s'est tenue au musée d'Orsay en 2005, à Paris, avec la légende suivante : Jour de fête, 1879, huile sur toile, Moscou, Galerie Tretiakov.
Ses œuvres sont principalement exposées à la galerie Tretiakov de Moscou et à la Galerie nationale de Finlande à Helsinki.

## Famille
Nikolaï Kouznetsov est le père de la cantatrice Maria Kouznetsova-Massenet.